# Церковь Святой Троицы (Маркс)
Церковь Святой Троицы — евангелическо-лютеранский храм в городе Маркс Саратовской области. Относится к Саратовскому пропству Евангелическо-лютеранской церкви Европейской части России.

## История
Здание евангелическо-лютеранской церкви строилось на пожертвования и средства прихожан с 1830 по 1846 год.
26 марта 1846 года здание освящено и рукоположено к дальнейшей религиозной жизни. В конце XIX века община насчитывала свыше 11 тыс. прихожан.
В здании велась религиозная деятельность до 1929 года, после чего была закрыта советскими властями, и в ней разместили дом культуры завода «Коммунист». В 1956 году была демонтирована колокольня.
В советское время внутренние помещения бывшей церкви подверглись реконструкции и перестройке (1959—1961 годы). С января 1995 года здание вновь было передано лютеранской общине.